# 유엔 안전 보장 이사회 결의 제84호
유엔 안전 보장 이사회 결의 제84호는 1950년 7월 7일에 채택된 유엔 안전 보장 이사회 결의로, 6.25 전쟁 발발 당시 북한의 침공 및 공세에 따라 대한민국에 군사적 지원을 제공하기 위한 유엔군사령부 창설을 승인했다.
이사회는 북한군의 대한민국 침공이 평화 파괴를 구성한다고 판단하여, 유엔 회원국들이 이 지역의 평화와 안보를 회복하기 위해 공격을 격퇴하는 데 대한민국을 지원할 것을 권고했다. 이사회는 또한 대한민국에 군사력 및 기타 지원을 제공하는 모든 회원국이 이를 미국의 통합 사령부 하에 제공할 것을 권고하고, 미국이 해당 부대의 사령관을 지명하고 해당 사령관이 재량에 따라 유엔기를 사용할 권한을 부여하도록 했다. 마지막으로, 이사회는 미국에 통합 사령부가 취한 조치 과정에 대한 적절한 보고서를 제출하도록 명령했다.
이 결의안은 영국, 중화민국, 쿠바, 에콰도르, 프랑스, 노르웨이, 그리고 미국의 찬성표로 통과되었다. 이집트, 인도, 그리고 유고슬라비아는 기권했다. 거부권을 가진 소련은 중화인민공화국이 아닌 중화민국이 이사회 상임 이사국 자리를 차지하고 있다는 항의로 1월부터 회의를 보이콧하고 있었기 때문에 불참했다. 당시 이사회 의장은 노르웨이의 아르네 순데였다.

## 같이 보기
- 유엔 안전 보장 이사회 결의 제85호
- 유엔 안전 보장 이사회 결의 제1 ~ 100호 목록 (1946–1953)